# Redlichkeit
Als Redlichkeit bezeichnet man die Tugend und Charaktereigenschaft einer Person, entsprechend den Regeln einer Gemeinschaft gerecht, aufrichtig oder loyal zu sein.

Der Kern der Redlichkeit ist die Übereinstimmung der Rede einer Person mit dem, was diese Person tut. So definierte Johann August Eberhard redlich 1910: 

„(von Rede, d. i. eig. einer, der über alles, was er tut, mit gutem Gewissen Rede stehen, von allem Rechenschaft ablegen kann) bezeichnet einen, der seine Pflicht unter allen Umständen treu erfüllt. Namentlich gebraucht man es dann, wo es sich wirklich um eine Rechnungsablage handelt, z. B. ein Haushalter, Kassierer, Dienstbote usw. ist redlich, wenn er nichts von dem anvertrauten Gute zu seinem Nutzen verwendet; dann aber wird das Wort auch auf andere Pflichtverhältnisse übertragen, z. B. der Schriftsteller, der Künstler, der Staatsmann usw. haben sich redlich bemüht, ihrer Aufgabe gerecht zu werden.“

Wissenschaftliche Redlichkeit bedeutet, dass nur das behauptet werden darf, was bewiesen ist und wissenschaftlich nachgewiesen werden kann. Unter historischer Redlichkeit versteht man die Betrachtung eines Problems im Kontext zur Geschichte, systemische Redlichkeit bedeutet die Untersuchung der Metaphysiken (Grundvoraussetzungen) eines Systems und darauf aufbauend die Hinterfragung nach der Richtigkeit dieses Systems.
Eng mit dem Begriff der Redlichkeit ist auch der Begriff des guten Glaubens verwandt, der im juristischen Sprachgebrauch das berechtigte (weil nicht auf Fahrlässigkeit beruhende) und daher schützenswerte Vertrauendürfen eines Dritten auf die nur scheinbare Rechtmäßigkeit eines Lebenssachverhaltes bezeichnet.